# ستانيسلو دراغان

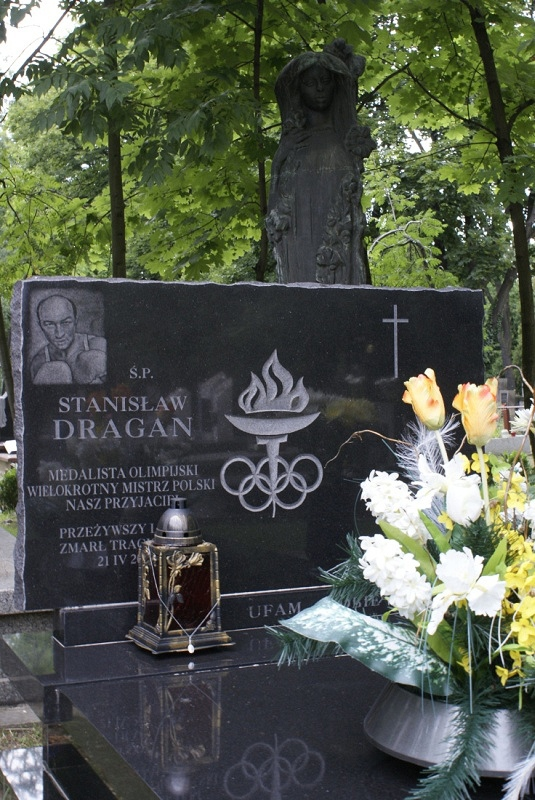

ستانيسلو دراغان (بالبولندية: Stanisław Dragan)‏ (21 نوفمبر 1941 – 21 أبريل 2007) هو ملاكم بولندي راحل، مثّل بلاده في الألعاب الأولمبية الصيفية 1968 وحقق الميدالية البرونزية في فئة الوزن الثقيل الخفيف.

## روابط خارجية
ستانيسلو دراغان على موقع أوليمبيديا (الإنجليزية)
- ستانيسلو دراغان على موقع اللجنة الأولمبية البولندية (مؤرشف) (البولندية)